# Simon Lefmans
Simon Lefmans (geboren im 17. Jahrhundert in Essen; gestorben 1735 oder später) war ein deutscher Arzt.

## Leben
Simon Lefmans entstammte einer jüdischen Familie und wurde in der Stadt Essen geboren. Ab 1674 studierte er Medizin in Duisburg an der dortigen Universität.
Anschließend arbeitete Lefmans sechs Jahre lang als Leibarzt bei der Fürstäbtissin Bernhardine Sophia von Essen.
Am 19. Februar 1685 legte Simon Lefmans in den Niederlanden an der Universität Utrecht unter dem Präsidium des  dort lehrenden Theologen Melchior Leydecker den Eid des Hippokrates ab und erhielt seinen Titel als Doktor der Medizin.
Lefmans praktizierte anfangs in Heidelberg, begab sich jedoch schon vor dem Jahr 1693 nach Hamburg, wo er dann mehr als vier Jahrzehnte als praktischer Arzt tätig war.
Im Jahr 1733 – im selben Jahr legte Simon Lefmans seine Inaugural-Dissertation mit einem Vorwort und Ergänzungen neu auf – erschienen in den Zeitschriften Hamburger Berichte und Niedersächsische Nachrichten Artikel zu der Arbeit Simon Lefmans, die sich zugleich mit der Frage beschäftigten, ob sich Christen von jüdischen Ärzten behandeln lassen dürfen.

## Schriften
- Disp. medica inaug. de variolis. Praeside Melchiore Leydeckero. Ultrajecti. 1685
  - Neuauflage 1733 mit einem Prolog und einem kurzen Additamento[1]

## Archivalien
Archivalien von und über Simon Lefmans wurden beispielsweise dokumentiert
- um 1933 im Badischen General-Landes-Archiv unter dem Stichworten
  - „Mannheim, Judenrechte 988 (Wacht- und Frongeld betr.)“, sowie[3]

- - „[Mannheim] ... Judensache 1185 (Anstellung eines Judenarztes betr.)“[3]